# 25 (G Herbo)
25 è il quarto album in studio del rapper statunitense G Herbo, pubblicato il 2 luglio 2021 da Machine Entertainment e Republic Records.

## Tracce
1. I Don't Wanna Die – 2:25
2. Cry No More (con Polo G e Lil Tjay) – 3:41
3. Stand the Rain – 2:22
4. T.O.P. (feat. 21 Savage) – 2:40
5. You Can't (con The Kid Laroi e Gunna) – 2:27
6. No Jail Time – 3:05
7. Cold World (feat. Yosohn) – 3:11
8. Whole Hearts – 2:26
9. 2 Chains – 4:04
10. Drill (con Rowdy Rebel) – 2:44
11. Trenches Know My Name – 4:00
12. Doughboy – 2:48
13. Demands – 3:37
14. Loyalty – 2:21
15. Pray 4 My Enemies – 3:22
16. Turning 25 – 2:41
17. Statement – 2:20
18. Really Like That – 2:49
19. Break Yourself – 3:11

## Classifiche
| Classifica (2021) | Posizione massima |
| ----------------- | ----------------- |
| Canada            | 45                |
| Stati Uniti       | 5                 |